# Philodina scabra
Philodina scabra är en hjuldjursart som beskrevs av Colin Milne 1916. Philodina scabra ingår i släktet Philodina och familjen Philodinidae. Inga underarter finns listade i Catalogue of Life.